# Argentyna na Letniej Uniwersjadzie 2007
Argentynę na Letniej Uniwersjadzie w Bangkoku reprezentowało 2 zawodników. Argentyńczycy nie zdobyli żadnego medalu.